# František Palík
František Palík (* 29. November 1932 in Přibyslavice, Okres Třebíč, Tschechoslowakei) ist ein tschechischer Konstrukteur und Pädagoge.

## Biografie
František Palík studierte von 1953 bis 1958 an der Hochschule für Bahnwesen in Prag Eisenbahn-Maschinenbau und begann anschließend als Forscher im Bereich Elektrolokomotiven in den Škoda-Werken, zwischen 1965 und 1970 leitete er dort die Forschungsabteilung. 1970 wurde ihm der Titel Kandidat der Wissenschaften – CSc. – verliehen und er wechselte zur Lokomotiv-Konstruktionsabteilung, in der er bis 1982 Chefkonstrukteur war. Von 1982 bis 1990 war er stellvertretender technischer Direktor der Škoda-Elektrolokomotiv-Abteilung und leitete anschließend das Hochgeschwindigkeitsbahnprojekt von Škoda. 1992 (1991 nach einer anderen Quelle) verließ Palík das Unternehmen, gründete den Verband für Hochgeschwindigkeitsschienenverkehr (tschechisch Asociace vysokorychlostní železniční dopravy – AVŽD) und wurde dessen Präsident. 1993 wurde er Vorstandsmitglied bei der Vysokorychlostní a modernizované železnice Praha – VRAMZ, a. s. (Hochgeschwindigkeits- und modernisierte Eisenbahn Prag AG). 1994 wechselte er zu ČKD Tatra, wo er das Konsortium für das Hochgeschwindigkeitszugprojekt (siehe ČD-Baureihe 680) der Tschechischen Bahn leitete. 2002 begann er an der Westböhmischen Universität in Pilsen mit Vorlesungen über Hochgeschwindigkeitsbahnen und ist seit 2005 Mitglied der Kroatischen Akademie der Wissenschaften. Palík meldete mehr als 40 Patente an.
Er ist der Großneffe des Baggerkonstrukteurs František Palík.

## Publikationen
- Ing. František Palík a kolektiv autorů: Jednofázová elektrická lokomotiva S 489.0 (Die Einphasen-Elektrolokomotive S 489.0), Nakladatelství dopravy a spojů (NADAS), Prag, 1969
- Ing. František Palík, Ing. Jiří Cvrk: Jednofázové elektrické lokomotivy S 499.0 a S 499.1 (Die Einphasen-Elektrolokomotiven S 499.0 und S 499.1), Nakladatelství dopravy a spojů (NADAS), Prag, 1972
- V. Dvořáček, Ing. František Palík: Střídavá posunovací lokomotíva S 458.0 (Die Wechselstrom-Rangierlokomotive S 458.0), Nakladatelství dopravy a spojů (NADAS), Prag, 1975
- František Palík: Rychlíková elektrická lokomotiva řady E 499.2 (Die Schnellzug-Ellok der BR E 499.2), Železniční technika, 1/1979
- Antonín Blažek, Jiří Kořínek, František Palík: Vysokorychlostní železnice a nekonvenční dopravní systémy (Hochgeschwindigkeitsbahnen und unkonventionelle Verkehrssysteme), Růžolící chrochtík, s.r.o., 2015, ISBN 978-80-906229-0-6
- František Palík, Žabka M.: Elektrické lokomotivy ES 499.1 (Die Elloks der Baureihe ES 499.1), Velké Popovice, Dopravní nakladatelství Krokodýl, 2019
- František Palík, Petr Lapáček: Vzpomínky konstruktéra lokomotiv Škoda (Erinnerungen des Škoda-Lokomotiv-Konstrukteurs) PRESS, Brünn 2023, ISBN 978-80-264-4627-9

| Personendaten    | Personendaten                                |
| ---------------- | -------------------------------------------- |
| NAME             | Palík, František                             |
| KURZBESCHREIBUNG | tschechischer Konstrukteur und Pädagoge      |
| GEBURTSDATUM     | 29. November 1932                            |
| GEBURTSORT       | Přibyslavice, Okres Třebíč, Tschechoslowakei |